# Homeruslaan (Utrecht)
De Homeruslaan is een straat in de Nederlandse stad Utrecht, die loopt van de Oosterstraat en de Oudwijkerdwarsstraat tot de Mecklenburglaan waar hij in overgaat.
Zijstraat van de Homeruslaan zijn de Aurorastraat en het Minervaplein. De straat is vernoemd naar de Griekse dichter en zanger Homerus.
Aan de Homeruslaan was gevestigd het Stedelijk Gymnasium, een van de twee gymnasia die Utrecht rijk was. Nu huist in dit monumentale pand een dependance van de Maliebaanschool.

## Fotogalerij

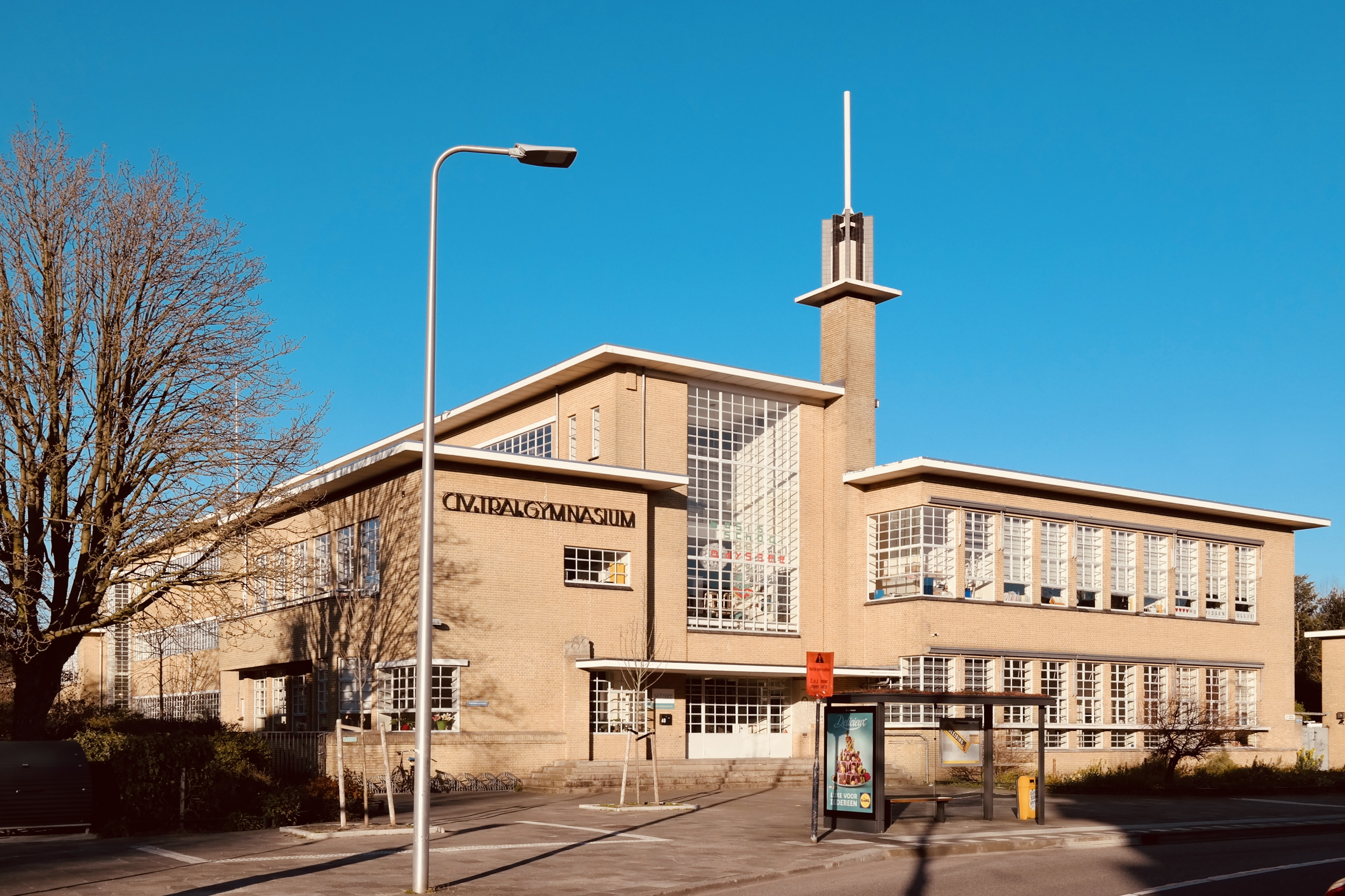
Voormalig Utrechts Stedelijk Gymnasium, thans Basisschool de Odyssee aan de Homeruslaan 40 te Utrecht
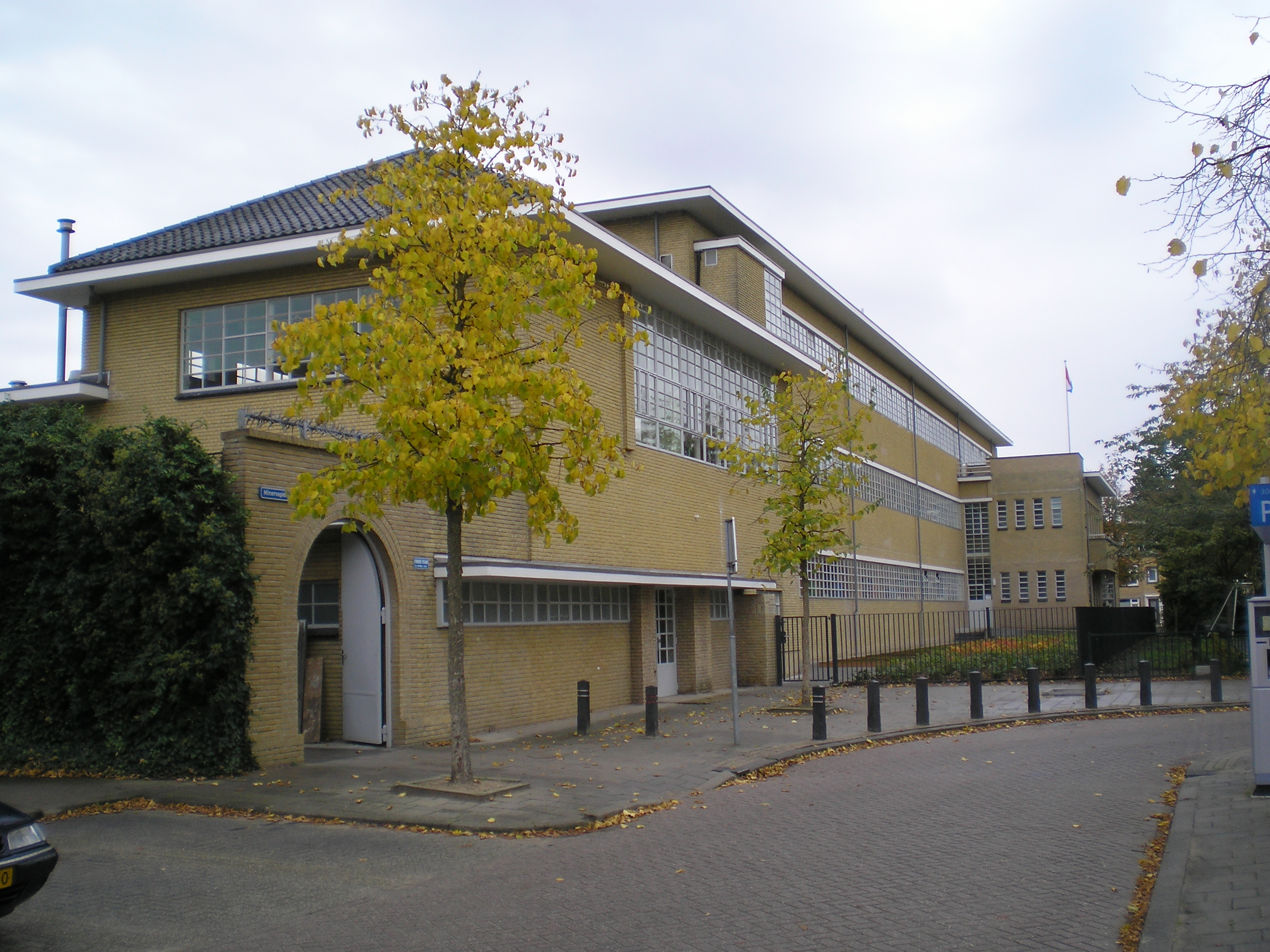
Achterzijde voormalige Stedelijk Gymnasium.
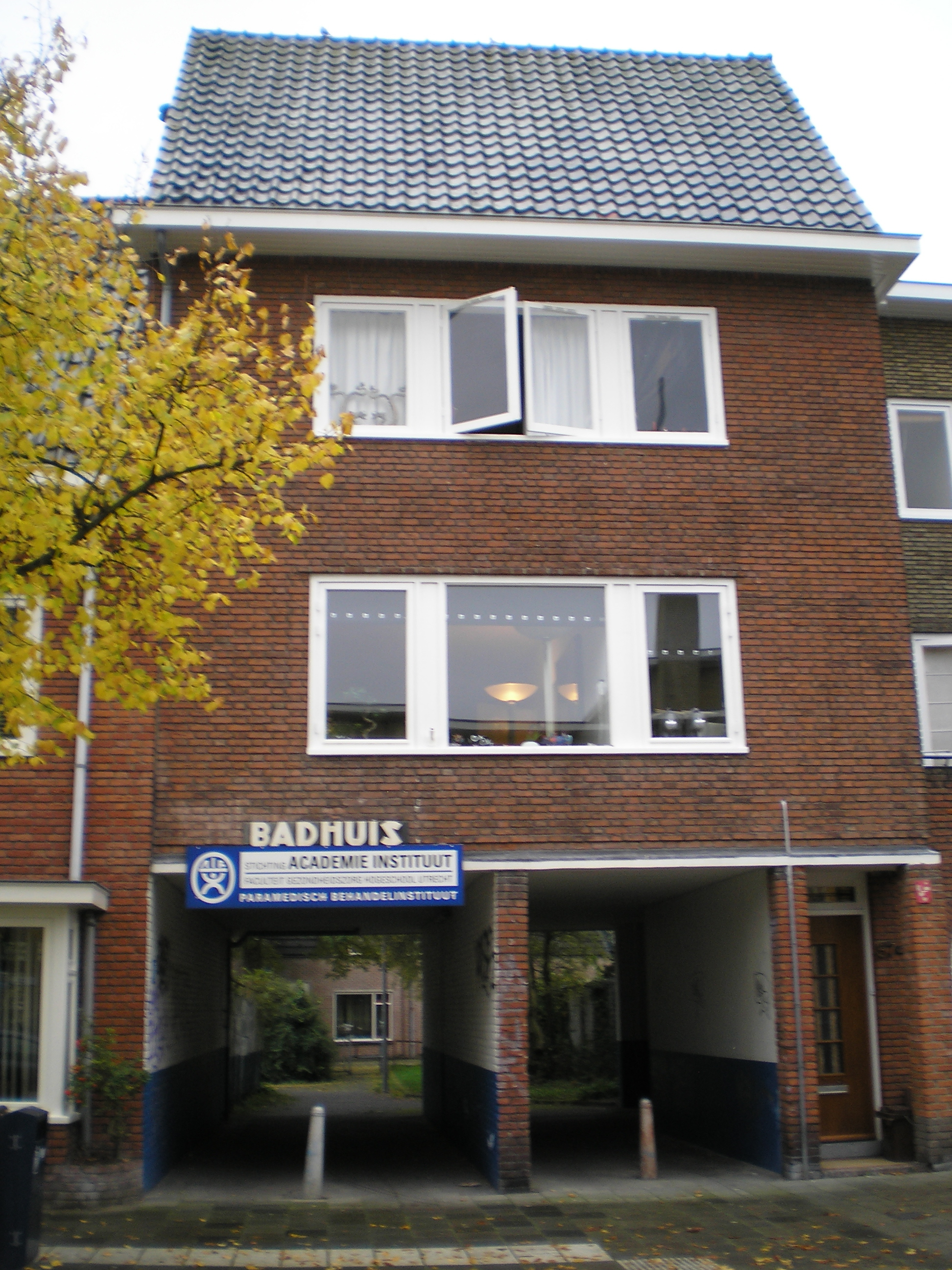
Voormalig badhuis aan de Homeruslaan 57 bis